# Bunzi

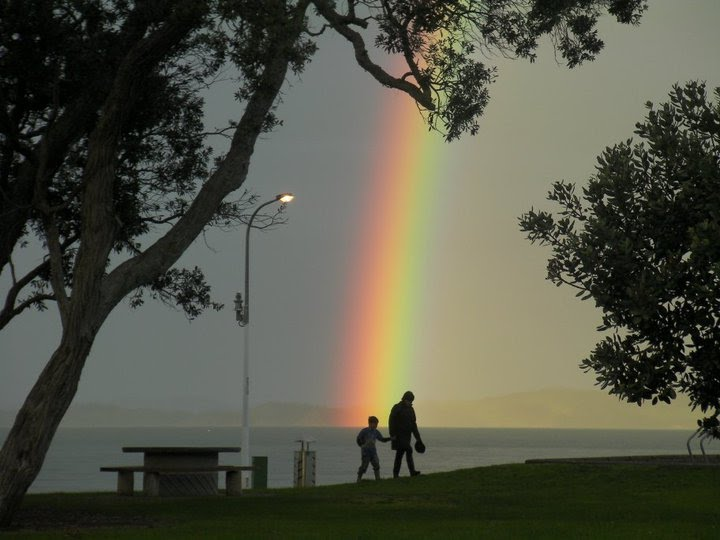
Bunzi, la serp multicolor que porta la pluja

Bunzi, a la mitologia Ngoyo (Congo) és una deessa de la pluja. És la filla de Mboze, la Gran Mare. Bunzi apareix com una serp multicolor, i premia els que la adoren amb una collita abundant. Mboze va prendre el seu propi fill, Makanga, com a amant i va donar a llum a Bunzi. Després de veure que Mboze havia donat a llum a una serp, el marit de Mboze, Kuitikuiti, sabia que ella havia estat infidel amb ell i la va matar. Bunzi va assumir el poder de la pluja de la seva mare. Segons la llegenda, quan un arc de Sant Martí apareix al cel, això és Bunzi. De vegades també se la pot veure en l'aigua del riu al capvespre.
El Bunzi Mons, una muntanya de Venus, porta el seu nom.